# Баласаз
Баласа́з (каз. Баласаз) — село у складі Аксуського району Жетисуської області Казахстану. Входить до складу Суиксайського сільського округу.
Населення — 37 осіб (2021; 83 у 2009, 133 у 1999, 245 у 1989).